# Cyclommatus ribbei
Cyclommatus ribbei is een keversoort uit de familie vliegende herten (Lucanidae). De wetenschappelijke naam van de soort is voor het eerst geldig gepubliceerd in 1980 door De Lisle.